# はくば
はくばは、東日本旅客鉄道（JR東日本）が松本駅 - 白馬駅間を大糸線経由で運行する臨時特急列車。

## 概要
JR東日本長野支社が2024年7月から9月にかけて開催した「夏の信州観光キャンペーン」に合わせ、大糸線沿線の観光や登山・レジャーなど、週末の旅を楽しめる便利な臨時特急列車として、同年7月6日より運行を開始した。
2024年度は同キャンペーン期間中の土日・祝日に1往復運行された他、ウインタースポーツのシーズンとも重なる年末年始期間（2025年1月1日を除く）に2往復運行された。
2025年3月15日のダイヤ改正より、土休日を中心に1往復体制で運行が継続されている。

## 停車駅
松本駅 - 豊科駅 - 穂高駅 - 信濃大町駅 -（神城駅）- 白馬駅

## 使用車両
松本車両センターに所属するE353系電車3両編成で運行される。全車普通車指定席となる。

## 沿革
- 2024年（令和6年）
  - 7月6日： JR東日本長野支社による「夏の信州観光キャンペーン」に合わせ、9月29日までの土日・祝日に1日1往復体制で運行開始。
  - 12月28日 - 2025年1月5日：1日2往復体制で運行（2025年1月1日を除く）。
- 2025年（令和7年）
  - 3月15日 - 9月28日までの土休日とお盆期間に1往復体制で運行予定[6][7]。